# Прометрин
Прометрин — химическое соединение из группы триазинов, представляет собой тиометиловый аналог гербицида пропазина.

## Получение
Прометрин получают в результате реакции 2-хлор-4,6-бис(изопропиламин)-S-триазина с метилтиолатом натрия или в результате реакции пропазина с метантиолом в присутствии гидроксида натрия.

## Характеристики
Горючее бесцветное, лишенное запаха твердое вещество, нерастворимое в воде. Устойчиво к гидролизу при 20 °C в нейтральных, слабо кислых или слабо щелочной условиях, но гидролизуется горячими кислотами и щелочами. Разлагается при воздействии ультрафиолета.

## Использование
Прометрин используется в качестве средств защиты растений. Он был в Соединенных Штатах в 1964 году в качестве гербицида для борьбы с сорняками таких сельскохозяйственных культур как хлопок, сельдерей, голубиный горох и укроп. Эффект основан на угнетении фотосинтеза путём ингибирования фотосистемы II.

## Утверждение
Прометрин не входит в список допущенных ингредиентов средств защиты растений Евросоюза. В Германии, Австрии и Швейцарии в настоящее время нет средств защиты растений, содержащих это вещество.